# Dorndorf (Laucha)
Dorndorf ist ein Ortsteil der Stadt Laucha an der Unstrut im Burgenlandkreis.

## Geschichte

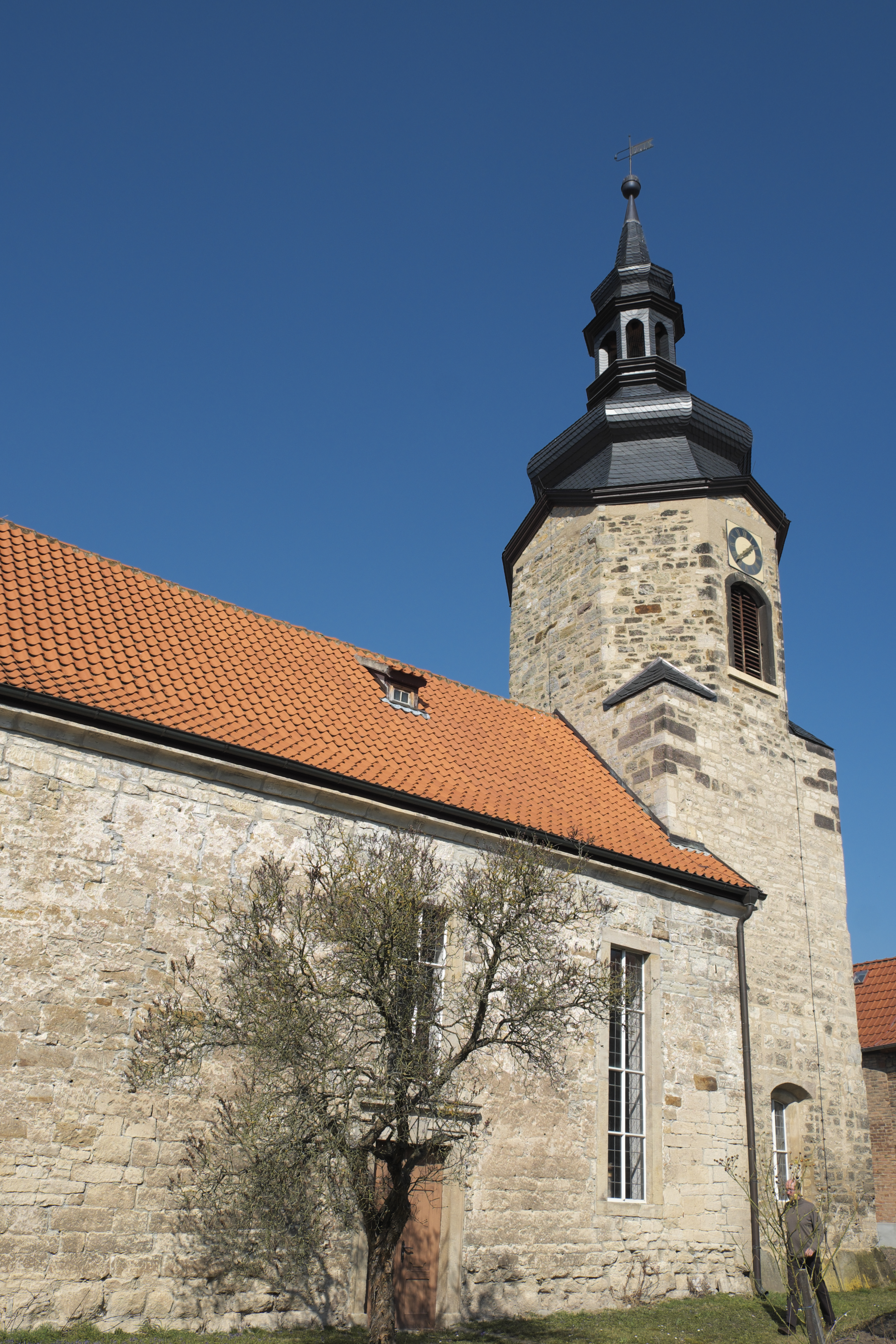
Dorfkirche

Dorndorf ist vermutlich eine fränkische Neugründung aus dem 8. Jahrhundert. Das Dorf wurde 1271 erstmals urkundlich erwähnt. Der erste Ort Dorndorf soll sich auf der Anhöhe, oberhalb der Straße Dorndorf-Gleina befunden haben. Die Lehnshoheit im Ort und an den Gütern darinnen, besaßen die Markgrafen von Meißen. Diese belehnten von 1349 bis 1692 mit der Gerichtsbarkeit und dem Dorf Dorndorf die Familie von Rockhausen, die Besitzer des Rittergutes Kirchscheidungen. Das Amt Freyburg aber hatte in der gesamten Dorndorfer Flur, die 18 Hufen umfasste, das Recht von Steuererhebung, Folge, Dienste, Gebot und Verbot.
Die Dorflur grenzte mit Laucha, Weischütz, Gleina, Steigra, Karsdorf und Burgscheidungen.
Dorndorf war ein Filial der Kirche von Burgscheidungen. 1927 hatte Dorndorf 246 Einwohner.

## Sehenswürdigkeiten
Die Dorfkirche von Dorndorf stammt aus dem 18. Jahrhundert. Der Ostturm entstand aber bereits in der Zeit der Romanik in einer quadratischen Form. In ihm befinden sich zwei Glocken aus der Glockengießerei Laucha, hergestellt in den Jahren 1734 und 1826. Im Inneren der Kirche finden sich eine imposante Deckenbemalung sowie eine doppelgeschossige hölzerne Empore und ein Kanzelaltar aus dem Jahre 1732.

## Flugplatz

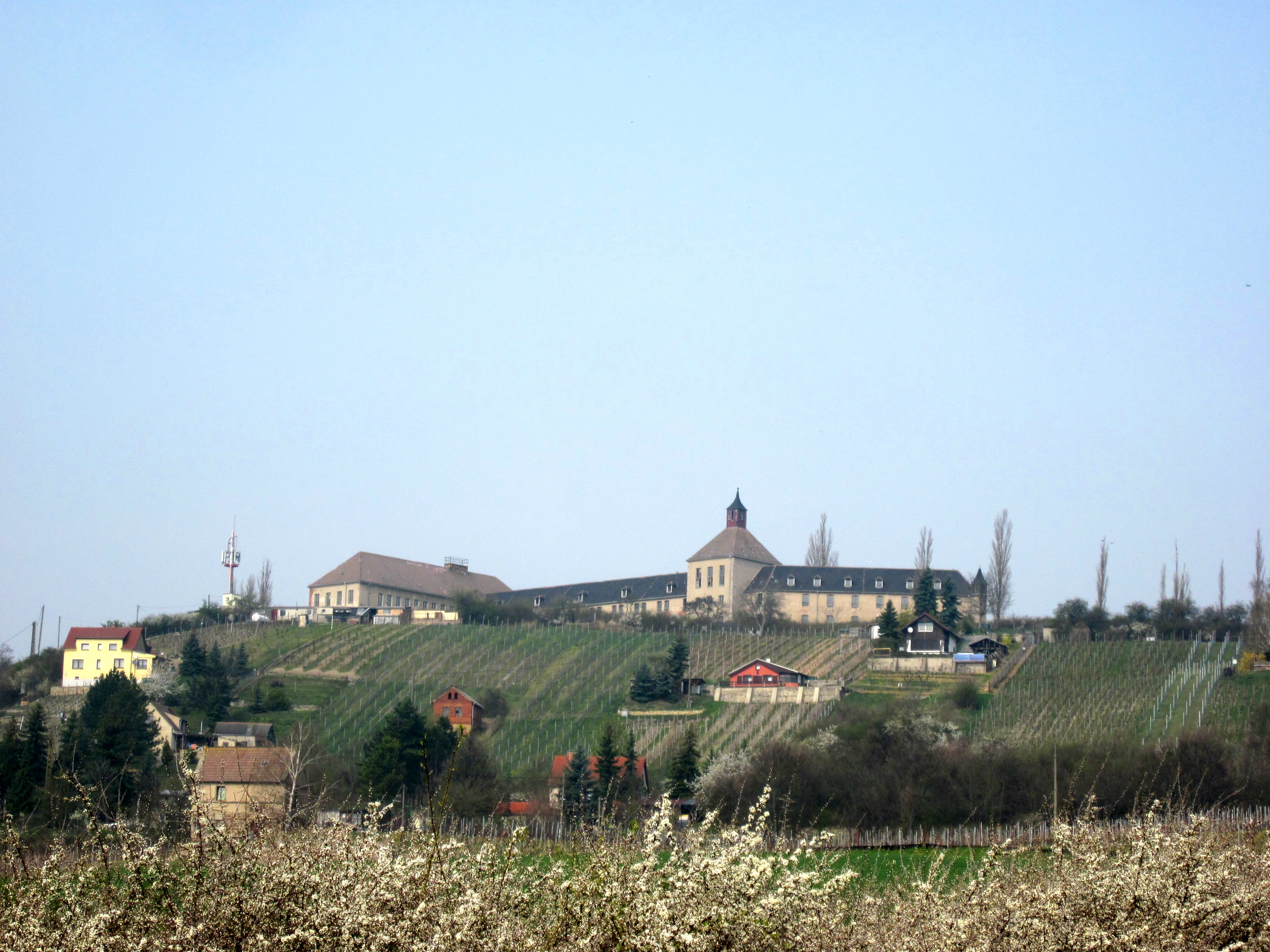
Ehem. Reichssegelflugschule

Auf dem Dorndorfer Plateau befindet sich der Flugplatz Laucha-Dorndorf. Dieser wurde 1932 als Segelflugübungsstätte eröffnet, nachdem bereits zwei Jahre davor die hervorragenden luftsportlichen Verhältnisse entdeckt worden sind. Im Jahre 1937 wurde der Flugplatz Reichssegelflugschule und nach dem Zweiten Weltkrieg zentrale Segelflugschule der Gesellschaft für Sport und Technik.
Heute ist er Regionalflugplatz des Burgenlandkreises sowie des südlichen Sachsen-Anhalt und ein Zentrum des Luftsportes. Hier sind ansässig: Der Luftsportverein Laucha-Dorndorf, die Jugendbildungsstätte „Haus der Luftsportjugend e. V.“ und der Flugmodellsportclub „Unstruttal“ Gleina. Die Luftsportler verschiedener Sparten können ihrem Hobby als Segelflieger, Motorflieger, Ultraleichtflieger, Gleitschirmflieger, Flugmodellsportler und als Ballonfahrer frönen.